# Потопиха
Потопиха (укр. Потопиха) — село,
Подолковский сельский совет,
Липоводолинский район,
Сумская область,
Украина.
Код КОАТУУ — 5923284405. Население по переписи 2001 года составляло 163 человека.
Село образовано объединением в разные годы хуторов Потапиха, Гороховые и Гущин.

## Географическое положение
Село Потопиха находится у истоков реки Лозовой, которая через 4 км впадает в реку Грунь,
ниже по течению на расстоянии в 3 км расположено село Подолки.
Рядом проходит автомобильная дорога Т-1913.